# Кагарлицький цукровий завод
Кагарлицький цукровий завод — підприємство харчової промисловості у місті Кагарлик Кагарлицького району Київської області України.

## Історія
Бурякоцукровий завод у селищі Кагарлик Київського повіту Київської губернії Російської імперії був збудований 1858 року і перебував у власності поміщика Черткова.
У 1859 році на заводі стався вибух парової машини, внаслідок якого загинули 18 і були покалічені близько 50 робітників.
У середині 1890-х років це було велике підприємство, що виробляло цукру на 425 тис. рублів на рік. Умови праці на заводі в цей час були важкими, а зарплата - низька.
Під час першої російської революції в Кагарлику почалися мітинги, а 18 травня 1905 року жителі почали страйк, зажадавши збільшити оплату праці, скоротити тривалість робочого дня до дев'яти годин і забезпечити роботою місцевих жителів, але прибулі до Кагарлика війська придушили виступ — 30 людей притягнуто до суду, 50 — висічено шомполами та різками.
Наприкінці січня 1918 року в Кагарлику було встановлено радянську владу, але вже в березні 1918 року Кагарлик зайняли німецькі війська (які залишалися тут до листопада 1918 року), надалі поселення опинилося в зоні бойових дій громадянської війни.
Під час польсько-радянської війни навесні 1920 року Кагарлик був захоплений польськими військами, але вже 26 травня 1920 року вони були вибиті частинами 2-ї Московської бригади РСЧА. Надалі почалося відновлення господарства.
У 1922 році цукровий завод відновив виробництво.
У 1923 році село Кагарлик стало районним центром, цього ж року було відкрито залізничну станцію Кагарлик, що сприяло розвитку села. Надалі, під час індустріалізації 1930-х років завод був реконструйований і його виробничі потужності значно збільшилися. Водночас тут був побудований клуб цукрового заводу.
Після початку німецько-радянської війни з 3 серпня 1941 до 8 січня 1944 року Кагарлик був окупований німецькими військами. Під час відступу вони зруйнували цукровий завод, маслозавод, електростанцію, МТС, колгоспи, школи, клуби, бібліотеки, радіовузол, адміністративні будівлі та значну кількість житлових будинків. Відновлення заводу почалося незабаром після закінчення боїв і вже взимку 1945 — 1946 рр. він виробив перший цукор.
Надалі цукровий завод і радгосп, що забезпечував його цукровими буряками, об'єднали в Кагарлицький цукровий комбінат.
Загалом, за радянських часів завод входив до числа провідних підприємств райцентру.
Після проголошення незалежності України комбінат перейшов у відання державного комітету харчової промисловості України.
У травні 1995 року Кабінет міністрів України ухвалив рішення про приватизацію цукрового заводу, що забезпечував його сировиною бурякорадгоспу і райсільгосптехніки. Після цього державне підприємство було реорганізовано у відкрите акціонерне товариство.
22 квітня 2014 року господарський суд Київської області порушив справу про банкрутство заводу, 16 жовтня 2014 року завод визнали банкрутом і розпочали процедуру його ліквідації. У лютому 2016 року завод, що припинив виробничу діяльність, почали розбирати на металобрухт.